# José Cabanis
Pour les articles homonymes, voir Cabanis.
José Cabanis, né le 24 mars 1922 à Toulouse et mort le 6 octobre 2000 à Balma, est un écrivain et avocat français. Auteur d'essais et de romans, il est élu mainteneur de l'Académie des Jeux floraux en 1965 et membre de l'Académie française en 1990. Il obtient le prix Renaudot en 1966 pour son roman La Bataille de Toulouse et le Grand Prix de Littérature de l'Académie française en 1976 pour l'ensemble de son œuvre.

## Biographie
Joseph Marie (dit José) Cabanis est le fils de Françoise et Gaston Cabanis, d'une famille toulousaine « environnée de l'estime publique ». Son grand-père, Jean Guillaume Gaston Cabanis (1813 -1847), fut maire de Toulouse et député de la Haute-Garonne. 
De 1930 à 1939, il étudie chez les jésuites de Toulouse, au collège du Caousou. Renvoyé alors qu'il est en terminale, il redouble sa classe de philosophie au lycée Pierre-de-Fermat, où il aura la chance d'avoir pour professeur Georges Canguilhem. Plus tard, menant de front des études de licence en droit et de philosophie, il suivra les cours de Vladimir Jankélévitch.
En 1943, il est réquisitionné et part en Allemagne au titre du STO : il se retrouve ouvrier dans une usine d’armement jusqu’en 1945. La correspondance qu'il échangea avec ses parents durant cette période parut en 1999 sous le titre de Lettres de la Forêt-Noire. Rentré en France, il poursuit ses études et rédige en 1948 successivement un mémoire de diplôme d'études supérieures en philosophie sur La Pitié (Schopenhauer, Nietzsche, Max Scheler, Dostoïevski), et une thèse de doctorat en droit sur « L’organisation de l’État d’après la République de Platon et la Politique d’Aristote ». Il devient avocat et expert à la cour d'appel de Toulouse, mais ces activités ne l’épanouissent pas. Il se réfugie dans l’écriture qui occupe une bonne partie de ses nuits. 
Après avoir publié une dizaine de romans et plusieurs essais littéraires et historiques, il est élu à l’Académie française, le 21 juin 1990, pour y occuper le 20e fauteuil, succédant à Thierry Maulnier. Son épée d’académicien était aux armes de Balma. Dans le discours de réception où, selon l'usage, il prononça l’éloge de son prédécesseur, il lui plut de rappeler « cette prière de Tolstoï que Montherlant citait et admirait : « Mon Dieu, donnez-moi la simplicité du style ».
Son épouse, née Andrée Depeyre, est décédée le 3 mars 2012 à Toulouse à l'âge de 86 ans. Il est le père d'André Cabanis, historien du droit et de Françoise Bezard Cabanis.

### Les romans d'un seul roman
« Homme secret et grand écrivain », selon Pierre de Boisdeffre, « la seule histoire qui le passionne et qu'il ose à peine raconter, c'est celle de son amie Gabrielle, l’obsédante Gabrielle des Jeux de la nuit (1964), retrouvée et interrogée dans les Carnets de Gabrielle. Pourtant le romancier avait observé : « Raconter l'histoire de Gabrielle, sans doute, mais mieux vaudrait être heureux ». Car, ainsi qu'il l’écrit lui-même dans sa présentation du roman : « L'amour est une apparition nocturne, qui se plaît dans les ténèbres, qui fuit et se refuse, qui n'a que faire de la clarté du jour ». 
On retrouve la belle Gabrielle, cet « ange du désordre », dans les deux romans qui allaient suivre :  La Bataille de Toulouse (1966), « la peau la plus dorée que j'eusse jamais vue » (p. 148) et Des Jardins en Espagne (1969), « des yeux bruns qui vous regardaient avec insistance, doux comme du velours » (p. 187), puis dans Le Crime de Torcy (1990), un dernier roman qui « constituait la conclusion de tous ses romans, conçus pour n’en être qu’un seul ».
À l’écrivain pris dans les jeux de l'amour et de la nuit, qu'il recevait à l’Académie française, Jacques de Bourbon Busset pouvait dire : « Le même souci d'unité vous fait aimer à la fois Dieu et les femmes. (...) Je crains que vous n'ayez été effleuré par l'hérésie cathare et que vous ne voyiez dans la chute de l'âme dans le corps la catastrophe majeure. (...) Au fond, je vous crois un mystique voluptueux ».

### Hommages
Le 12 octobre 2000, dans l'hommage prononcé à l'occasion de sa mort, Marc Fumaroli déclara : « Il avait reçu, avec le grand talent, les dons les plus rares : l’esprit d’enfance et la douceur. Ni l’un ni l’autre n’émoussaient son acuité et son humour de moraliste, ni son sixième sens, quasi théologique, de la puissance des ténèbres ».
Angelo Rinaldi, qui lui succéda à l’Académie française en 2001, rappelle dans son discours de réception : « José Cabanis, dont j’ai scrupule, aujourd’hui, à occuper la place (...), lui-même parvenu à l’âge où nul n’élude plus la fameuse question : « Avons-nous assez aimé ceux qui nous aimaient ? », répond sans complaisance dans le commentaire des lettres qu’il avait envoyées aux siens, quand il était un jeune homme réquisitionné par le S.T.O., en Allemagne. Si le remords n’abolit pas le passé, si la pénitence ne vient pas à bout de la névrose, la mélancolie n’est pas moins, en nous, le seul sentiment qui pense. José Cabanis, classe 1942, lui doit quelques-unes de ses meilleures pages ». 
« Cet admirateur de Julien Green (il est son préfacier en Pléiade), écrit Michel Crépu, aimait la littérature comme un péché exquis, le plus pardonnable de tous. Le fait est qu'il lui a tout donné ». Et « si tu n’écris pas, lui dira Gabrielle, tout est perdu ».
José Cabanis fut membre du jury du Prix Renaudot (1986 - 2000) où il succéda à l'historien Henri Amouroux. Il est nommé chevalier (1972) puis promu officier (1999) de la Légion d’honneur et commandeur dans l'Ordre des Arts et des Lettres.

## Œuvres
- La Pitié (Schopenhauer, Nietzsche, Max Scheler, Dostoïevski) (Gallimard, 1948)
- L’Organisation de l’État d’après La République de Platon et La Politique d’Aristote (Gallimard, 1948)
- L’Âge ingrat (Gallimard, 1952; "Édition définitive", Gallimard 1966; Folio n° 600, 1974)
- L’Auberge fameuse (Gallimard, 1953)
- Juliette Bonviolle (Gallimard, 1954)
- Le Fils (Gallimard, 1956)
- Les Mariages de raison (Gallimard, 1957)
- Jouhandeau (Gallimard, 1959) (essais)
- Le Bonheur du jour, (Gallimard, 1960) – Prix des Critiques
- Les Cartes du temps, (Gallimard, 1962) – Prix des Libraires
- Plaisir et Lectures. I. (Gallimard, 1964) (essais)
- Les Jeux de la nuit (Gallimard, 1964)
- Proust et l'Écrivain (Hachette, 1965)
- La Bataille de Toulouse (Gallimard, 1966) – Prix Renaudot
- Plaisir et lectures. II. (Gallimard, 1968) (essais)
- Une vie, Rimbaud (Hachette, 1968)
- Des jardins en Espagne (Gallimard, 1969)
- Le Sacre de Napoléon (Gallimard, 1970)
- Préface du Tome I des œuvres de Julien Green (Bibliothèque de la Pléiade, 1972)
- Charles X, roi ultra (Gallimard, 1974) – Prix des Ambassadeurs
- Saint-Simon, l’admirable (Gallimard, 1974) – Grand prix de la Critique littéraire
- Saint-Simon, ambassadeur (Gallimard, 1974)
- Les Profondes Années - Journal 1939-1945 (Gallimard, 1976)
- Michelet, le Prêtre et la Femme (Gallimard, 1978)
- Petit entracte à la guerre - Journal 1940-1943 (Gallimard, 1980)
- Lacordaire et quelques autres (Gallimard, 1982)
- Préface aux Conférences de Lacordaire à Toulouse (Éd. d'Aujourd'hui)
- Le Musée espagnol de Louis-Philippe. Goya (Gallimard, 1986)
- Préface aux Affaires de Rome, de Lamennais (La Manufacture, 1986)
- L’Escaladieu (Gallimard, 1987)
- Pages de journal (Éd. Sables, 1987)
- Pour Sainte-Beuve (Gallimard, 1987)
- Chateaubriand, qui êtes-vous ? (La Manufacture, 1988)
- Préface de La Correspondance Lacordaire-Montalembert (Le Cerf, 1989)
- L’Âge ingrat, réédition de l’ensemble du cycle (Gallimard, 1989)
- Préface du Tome VI des Œuvres de Julien Green (Bibliothèque de la Pléiade, 1990)
- Le Crime de Torcy, suivi de Fausses nouvelles (Gallimard, 1990)
- En marge d’un Mauriac (Éd. Sables, 1991)
- Mauriac, le roman et Dieu (Gallimard, 1991)
- Préface à un choix de pages du Temps immobile, de Claude Mauriac (Grasset, 1993)
- Préface à Dits et inédits, de Bussy-Rabutin (Éd. de l’Armançon, 1993)
- Dieu et la NRF, 1909-1949 (Gallimard, 1994)
- Le Diable à la NRF, 1911-1951 (Gallimard, 1996)
- Autour de Dieu et le Diable à la NRF (Éd. Sables, 1996)
- Jardins d’écrivains (en collaboration avec Georges Herscher) (Actes-Sud, 1998)
- Julien Green et ses contemporains, le cas Mauriac (en collaboration à Littératures contemporaines, Julien Green) (Klincksieck, 1998)
- Le Sacre de Napoléon (nouvelle édition) (Le Grand livre du mois, 1998)
- Entretien (en collaboration à Chateaubriand aujourd’hui) (Éd. Cristel, 1998)
- Magnificat, Témoignages (Éd. Sables, 1999)
- Lettres de la Forêt-Noire, 1943-1998 (Gallimard, 2000)
- Le jour, la nuit (Éd. Sables, 2001)
- Carnets, 1954-1972 (Éd. Sables, 2007)

José Cabanis a fait, de son vivant, don de ses archives couvrant la période de 1954 à 1994 à la bibliothèque de Toulouse.

## Hommages

### Académie française
- Le 20 juin 1991, Jacques de Bourbon Busset prononce à l’Académie française sa Réponse au discours de réception de M. José Cabanis[20].
- Le 12 octobre 2000, Marc Fumaroli, de l’Académie française,  rend un Hommage à l’occasion du décès de M. José Cabanis[21].
- Le 21 novembre 2002, Angelo Rinaldi, successeur de José Cabanis au 20e fauteuil, prononça à l’Académie française son Discours de réception où il fit, selon l'usage, l’éloge de son prédécesseur  [22].

### Autres
- Il existe une Médiathèque José-Cabanis à Toulouse. À Balma, près de Nollet, propriété des Cabanis depuis un siècle et demi où l’écrivain passa son enfance et une grande partie de sa vie, le Groupe scolaire José Cabanis accueille plus de 400 élèves de maternelle et des classes élémentaires.